# 宮田町 (彦根市)
宮田町（みやたちょう）は滋賀県彦根市の町名。

## 地理
彦根市北部佐和山の東麓に位置する田園地帯。集落は西部に固まり、東部には事業所・工場が点在している。かつては村の北方に磯内湖と呼ばれる琵琶湖の入り江があったが、1947年（昭和22年）までに全て干拓された（現在の米原市入江）。

## 歴史
1875年（明治8年）に小野馬場（おのばば）村・小野西山（おのにしやま）村・物生山（むしやま）村の3村が合併して宮田村が成立。1889年（明治22年）に周辺13村と合併して坂田郡鳥居本村大字宮田となり、1952年（昭和27年）4月1日に彦根市に編入されて彦根市宮田町となった。
『滋賀県物産誌』によると、1880年（明治13年）当時の宮田村は人口278で戸数59、うち58戸が農家であったが、米穀商・油商・芝薪伐採・麻綛製造を兼業する者もあったという。

### 地名の由来
3村が合併したのち、1879年（明治12年）3月に改められた村名に由来する。村内にある山田神社の神地が多いことから。

## 世帯数と人口
2019年（平成31年）4月1日現在の世帯数と人口は以下の通りである。
| 町丁   | 世帯数 | 人口  |
| ------ | ------ | ----- |
| 宮田町 | 70世帯 | 154人 |

### 人口の変遷
国勢調査による人口の推移。
| 1995年（平成7年）  | 244人 | [ 5 ] |  |
| 2000年（平成12年） | 217人 | [ 6 ] |  |
| 2005年（平成17年） | 217人 | [ 7 ] |  |
| 2010年（平成22年） | 165人 | [ 8 ] |  |
| 2015年（平成27年） | 148人 | [ 9 ] |  |

### 世帯数の変遷
国勢調査による世帯数の推移。
| 1995年（平成7年）  | 61世帯 | [ 5 ] |  |
| 2000年（平成12年） | 61世帯 | [ 6 ] |  |
| 2005年（平成17年） | 61世帯 | [ 7 ] |  |
| 2010年（平成22年） | 59世帯 | [ 8 ] |  |
| 2015年（平成27年） | 55世帯 | [ 9 ] |  |

## 学区
市立小・中学校に通う場合、学区は以下の通りとなる。
| 番・番地等 | 小学校               | 中学校               |
| ---------- | -------------------- | -------------------- |
| 全域       | 彦根市立鳥居本小学校 | 彦根市立鳥居本中学校 |

## 交通
地内に鉄道は走っていない。最寄駅は近江鉄道本線フジテック前駅。

## 施設
- 鳥居本西部揚水機場
- 宮田公民館

事業所
- フジテック - 宮田町591-1に所在。個別事業所郵便番号（〒522-8588）が割り当てられている。本社ビルの愛称はビッグウイング。
- 国産バネ工業
- 琵琶倉庫彦根営業所
- 寺村瓦
- 森原工務店
- 松居建機
- 神幸舎

## 史跡
- 正蓮寺
- 教専寺
- 山田神社 - 近郷7村の惣社で、延喜式神名帳に記された坂田郡五座の一つ。

## その他

### 日本郵便
- 郵便番号 : 522-0003[3]（集配局：彦根郵便局[11]）。